# Carl Schneiders
Carl Schneiders (* 19. Februar 1905 in Aachen; † 24. April 1975 in Aachen) war ein deutscher Maler.

## Leben und Wirken
Carl Schneiders war ein Sohn des bekannten Aachener Architekten Albert Schneiders, bei dem unter anderem Mies van der Rohe in die Lehre ging. Nach seiner Ausbildung am Bauhaus in Weimar und dem Besuch der Hochschule für Freie und Angewandte Kunst in Berlin war Schneiders ab 1929 an der Preußischen Akademie der Künste in Berlin (Meisteratelier) tätig. Darüber hinaus hatte er 1936/1937 einen Aufenthalt an der Villa Massimo in Rom.
Schneiders Lehrer waren u. a. Paul Klee, Wassily Kandinsky und vor allem Karl Hofer. Seine Malerei war jederzeit gegenständlich, seine Hauptmotive fand er in seiner Heimatregion Aachen, in und um Trier, am Niederrhein und ganz allgemein am Meer. Klare „tektonische“ Strukturen, eher freundliche Farbgebung und eine souveräne Ruhe zeichnen seine Werke aus. Mehrere Preise, unter anderem der Albrecht-Dürer-Preis der Stadt Nürnberg, wurden ihm zuteil. Er konnte zwischen 1933 und 1943 an mindestens fünfzig Ausstellungen teilnehmen. Einige seiner Werke galten den Nazis jedoch als „entartet“, und 1937 wurden in der Aktion „Entartete Kunst“ nachweislich drei davon aus öffentlichen Sammlungen beschlagnahmt.
Im Zweiten Weltkrieg wurde Schneiders als Kartenzeichner an der Ostfront eingesetzt, wo er 1942 in sowjetische Gefangenschaft geriet. Nach seiner Entlassung 1946 nahm er zunächst in Trier wieder das Malen auf und kehrte 1948 nach Aachen zurück.
In den 1950er Jahren war Schneiders maßgeblich am Wiederaufbau der Werkkunstschule Aachen beteiligt, an der er auch als Dozent für Malen und Zeichnen übernommen wurde. 1953 trat er der Münchner Künstlergenossenschaft bei. Im Jahr 1959 erhielt er darüber hinaus auch einen Lehrauftrag für Freihandzeichnen an der Rheinisch-Westfälischen Technischen Hochschule Aachen (RWTH Aachen), die ihn 1964 zum Honorarprofessor ernannte. In jenen Jahren belegte Schneiders zahlreiche Ausstellungen, unter anderem die Quadriennalen in Rom und Mailand, die „Große Münchener Kunstausstellung“ und als einziger aus Aachen die Winterausstellungen in Düsseldorf. Noch im September 2005 gab es posthum aus Anlass seines 100. Geburtstages eine umfassende Ausstellung im Museum „Kunst aus NRW“ der Staatskanzlei NRW in Kornelimünster bei Aachen.
Darüber hinaus engagierte sich Schneiders in seiner Heimatstadt auch politisch und saß von 1969 bis 1972 für die SPD im Stadtrat und im Kulturausschuss.
Carl Schneiders fand seine letzte Ruhestätte auf dem Aachener Ostfriedhof. Sein künstlerischer Nachlass befindet sich im Rheinischen Archiv für Künstlernachlässe in Bonn.

## Werke

### 1937 als „entartet“ aus öffentlichen Sammlungen beschlagnahmte Werke
- Landschaft bei Trier (Öl auf Leinwand, 45,2 × 60,5 cm; Städtische Kunstsammlung Duisburg. Nach 1945 sichergestellt und Stand 2018 zur Restitution im Kulturhistorischen Museum Rostock.)[5]
- Angler (Öl auf Leinwand, 58 × 72 cm; Kestner-Museum Hannover. Zur „Verwertung“ auf dem Kunstmarkt an den Kunsthändler Karl Buchholz. Verbleib ungeklärt)
- Die heilige Familie (Holzschnitt, 22,5 × 25 cm; Museum für Kunst und Heimatgeschichte Erfurt. Vernichtet.)[6]

### Weitere Werke (Auswahl)
- Landschaft mit Windmühle (Öl; 1941 vom Berliner Auktionshaus Gerhard Harms aus der Sammlung des jüdischen Berliner Unternehmers Robert Graetz[7] versteigert. Verbleib ungeklärt.)[8]